# Time Stranger Kyoko
Time Stranger Kyoko (jap. 時空異邦人KYOKO, Taimu Sutorenjā Kyōko, dt. „Zeitfremde Kyōko“) ist eine Mangaserie der japanischen Zeichnerin Arina Tanemura. Die Shōjo-Serie lässt sich dem Genres Romantik und Fantasy zuordnen.

## Handlung
Suomi Kyoko feiert ihren 16. Geburtstag. Aber freuen kann sie sich nicht, da sie Kronprinzessin des Erdenreichs im 30. Jahrhundert ist. Am liebsten wäre sie so wie alle anderen Mädchen und verheimlicht ihren Klassenkameraden, dass sie eine Prinzessin ist, was diese im Verlauf der Handlung jedoch trotzdem herausfinden. Kyoko könnte auf ihr Prinzessinnendasein verzichten, wenn ihre Zwillingsschwester Ui, die schon seit Geburt an schläft, aufwachen würde. Ihre Schwester ist älter und somit die rechtmäßige Kronprinzessin. Aber um Ui aufwecken zu können, muss Kyoko die Uhr unter Uis Bett zum Läuten bringen. Dies gelingt ihr nur mit den zwölf Strangern und deren Göttersteinen. Mit ihnen können sie die Himmelskörper kontrollieren und die vom Zeitgott Chronos geschaffene Riesenuhr in Bewegung setzen und damit Ui erwecken. Kyoko selber ist der Time Stranger und kann mit ihrem Stab durch die Zeit reisen. Ihre beiden Leibwächter Hizuki (Ice Stranger) und Sakataki (Crystal Stranger) begleiten sie dabei. So stürzen sich die drei in die Suche nach den Strangern und ihren Göttersteinen, um Ui aufwecken zu können. Dabei werden sie bald begleitet von Kyokos bester Schulfreundin Karen, die sich als Flower Stranger herausstellt.
Als schließlich alle zwölf Stranger versammelt sind, wird in einer Zeremonie Ui wiedererweckt. Doch als diese erwacht, verschwindet Kyoko und alle ihre Freunde vergessen, dass sie existiert hat. Nur Sakataki kann sich durch seine Liebe wieder an Kyoko erinnern, als er ein Bild von ihr sieht. Es stellt sich heraus, dass Kyoko in Wirklichkeit nicht Uis Schwester, sondern die Tochter des Zeitgottes Chronos ist. Nach ihrer Geburt wurde ihr Geist in den Körper Uis übertragen und es war deren Geist, der all die Jahre im Schlaf war. Nun ist Ui in ihren Körper zurück und Kyoko ohne Körper. Sakataki jedoch ist nicht gewillt sie aufzugeben, erzeugt einen Riss im Raum-Zeit-Gefüge und holt ihren Geist wieder, der schließlich in den Körper der verstorbenen Frau ihres Adoptivvaters fährt. Letzten Endes bleibt Kyoko Prinzessin, wenn auch Ui Kronprinzessin wird, und heiratet Sakataki.

## Charaktere
Kyoko (朱臣 響古, Suomi Kyōko) ist die Hauptperson des Mangas und die Kronprinzessin der Erde. Mit 16 Jahren sollte sie eigentlich den Thron übernehmen, hat aber keine Lust dazu. Deswegen wird sie zum Time Stranger, um ihre schlafende Zwillingsschwester Ui zu wecken. Mit ihrem Item, dem Time Scorpion Cane kann sie durch die Zeit reisen, was ihr auf der Suche nach den Strangers hilft. Immer wenn sie ihren Stab benutzt, färben sich ihre Haare rot. Sie ist unter den Strangern die einzige, die so eine kleine Verwandlung durchführt. Sie trägt gerne Markenkleider, benimmt sich jedoch meist nicht sehr mädchenhaft. Kyoko hat des Weiteren zwei Leibwächter namens Sakataki und Hizuki, die sie bei ihrer Suche begleiten. Die Leibwächter beschützen sie und schlafen sogar im selben Bett wie Kyoko.
Sakataki (神 逆滝, Jin Sakataki) ist einer von Kyokos Leibwächtern. Er ist der Anführer des Drachen-Clans (Ryūzoku), obwohl sein Bruder Hizuki älter ist. Als Ryūzoku hat er die Fähigkeit sich in einen kleinen Drachen zu verwandeln, durch diese Verwandlung hat er Kyoko auch schon beschützen können. Wenn er als Mini-Drache verletzt wird, spürt er diese Verletzungen, auch wenn er sich zurückverwandelt. Er ist viel ernster und disziplinierter als sein Bruder und ist deswegen der Crystal Stranger. Sein Kristallschwert kann unterschiedliche Formen annehmen. Er ist in Kyoko verliebt.
Hizuki (神 氷月, Jin Hizuki) ist ebenfalls Kyokos Leibwächter und der Stiefbruder von Sakataki, da er von den Ryūzoku adoptiert wurde. Hizuki liebt Kyoko. Er wird Kyokos Lehrer, um immer bei ihr zu sein. Des Weiteren ist er sehr klug, aber auch unvorsichtig. Außerdem ist er der Ice Stranger.
Karen (桃人 華蓮, Momoto Karen) ist die beste Freundin von Kyoko und wusste zunächst genauso wenig wie der Rest der Klasse, dass Kyoko Kronprinzessin ist. Sie ist das Oberhaupt des Blumenclans und der Flower Stranger. Außerdem hat sie Angst vor Männern.

## Stil und Inszenierung
Der Zeichenstil und die Inszenierung der Geschichte folgt den für an Mädchen gerichteten Shōjo-Manga üblichen Mustern. Tanemura setzt Perspektiven ein, um insbesondere in Kampfszenen die Machtverhältnisse der Figuren zueinander zu verdeutlichen. Kämpfe und Szenenwechsel werden mit Totalen eröffnet, die Situation, Ort und handelnde Figuren einführen. Besonders stechen dabei die Szenen der Erweckung Uis und Sakatakis Erkenntnis über Kyokos Schicksal heraus. In deren Totaleinstellungen sind die Charaktere klein und an den Rand gedrängt, der Raum selbst wirkt übermächtig und von unschätzbarer Größe, aber doch leer, sodass auch ein Eindruck zeitlicher Entgrenzung entsteht und die Szenen große Wirkung beim Leser hinterlassen. Halbtotalen werden sowohl für die Einführung neuer Figuren als auch visualisierte Gedanken der Charaktere verwendet. Kyokos Zeit ohne Körper, in der ihre Identität offenbart wird, bleibt von Tanemura als zeitloser, schwarzer Raum undefiniert und dessen Deutung der Leserin überlassen. Neben speziell Manga-typischen Symbolen wird in komischen Szenen auch auf weiter verbreitete, allgemeine Symbole des Comicrepertoires zurückgegriffen. Die Cover der Serie sind eher genreuntypisch sehr farbenfroh und in dunklen, intensiven Farbtönen gestaltet. Tanemura selbst sagte, die sei von ihrem Redakteur für diese ungewöhnliche Gestaltung gerügt worden, die sie persönlich jedoch sehr möge.
Wie nicht selten bei Shōjo-Mangas hat die Autorin die Sammelausgabe mit Kommentaren und Vorworten versehen, die private Informationen über die Zeichnerin wie Hobbys verraten, ihre Gedanken zu Charakteren und Erläuterungen zu Covergestaltung und Titeln, aber auch Informationen über das folgende Kapitel vorwegnehmen. Außerdem sind in den Sammelbänden einige humoristische, kurze Zusatzkapitel sowie Yonkoma-Comicstrips mit den Charakteren der Geschichte enthalten. Auch stellt sich Tanemura in den Kommentaren und Kurzcomics teils selbst dar, als Figur in Super-Deformed-Stil mit Katzenohren.

## Veröffentlichungen
Time Stranger Kyoko erschien in Japan von 2000 bis 2001 in Einzelkapiteln im Manga-Magazin Ribon des Verlags Shūeisha. Diese Einzelkapitel wurden auch in insgesamt drei Sammelbänden zusammengefasst.
Der Manga erschien unter anderem auch in Schweden, Finnland und Deutschland sowie auf Englisch, Spanisch und Chinesisch. Die deutsche Fassung des Mangas erschien von Januar bis Juli 2003 vollständig in drei Taschenbuchbänden bei Egmont Manga und Anime.

## Anime
2001 produzierten die Zeichentrickstudios Production I.G und Transarts den elf Minuten langen Anime Time Stranger Kyōko: Chocola ni Omakase! (時空異邦人KYOKO ちょこらにおまかせ！, Taimu Sutorenjā Kyōko: Chokora ni Omakase!, dt. „Zeitfremde Kyōko: Überlass’ es Chocola!“) auf Basis des Mangas. Dieser wurde auf einem Fest des Ribon-Magazins gezeigt und auf Kaufmedien veröffentlicht. Regie führte Masatsugu Arakawa, Autor war Fumihiko Shimo und das Charakterdesign entwarf Hiroyoshi Iida. Die künstlerische Leitung lag bei Chitose Asakura und die Musik komponierte Koshu Inaba. Die Geschichte konzentriert sich auf die Nebenfigur Chocola.
Synchronisation
| Rolle     | Japanische Sprecher (Seiyū) |
| --------- | --------------------------- |
| King      | Jun Uemoto                  |
| Chocola   | Rumi Shishido               |
| Widoshiku | Taiten Kusunoki             |

## Rezeption
Die Geschichte verbinde geschickt Vergangenheit und Zukunft, so die Zeitschrift AnimaniA, indem die Königsfamilie und deren Schlösser und Burgen an das Mittelalter erinnern, die Bodyguards, Schule und Technologie aber an die moderne Zeit. Die Charaktere kämen freundlich und lebensfroh daher, eignen sich daher gut zu Identifikation, und der Zeichenstil sei feiner als bei Vorgängerwerk Kamikaze Kaito Jeanne. Die MangasZene schreibt, die romantische Entwicklung der Geschichte sei leicht vorherzusehen, manche andere Plotwendungen jedoch nicht. Da die Erzählung auf nur drei Bände gedrängt wurde, sie die Handlung „stellenweise recht wirr“ und habe zu viele Charaktere, die man oft nur an Kleidung und Frisuren auseinanderhalten könne. Ähnlich beschreibt es der Kritiker im amerikanischen Publishers Weekly, der gleichsam vollgestopfte Geschichte und überfrachtete Bilder beschreibt. Die Fantasy-Elemente wirkten übergestülpt und der ganze Manga unausgeglichen. Mit ihrer jungen Heldin mit Zauberstab und zwei niedlichen, jugendlichen Bodyguards sei die Geschichte vor allem für Mädchen attraktiv.